# Inter-Switch Link
Inter-Switch Link (ISL) – protokół, który służy do przekazywania informacji o sieci VLAN w ramkach Ethernet przesyłanych przez łącze typu trunk. Jest on własnością firmy Cisco Systems.